# Slick Rick
Ricky Martin Lloyd Walters (London, Engleska, Ujedinjeno Kraljevstvo, 14. siječnja 1965.), bolje poznat po svom umjetničkom imenu Slick Rick (ranije poznat i kao MC Ricky D i Rick The Ruler) je britansko-američki reper, tekstopisac i glazbeni producent iz New York Cityja, New Yorka. Slick Rick je glazbenu karijeru započeo 1983. godine u hip-hop žanru. Prva pjesma na kojoj se pojavio bilo je gostovanje na Doug E. Freshovoj pjesmi "La Di Da Di", 1985. godine. Slick Rick je debitantski studijski album The Great Adventures of Slick Rick objavio 1988. godine. Album je proizveo tri singla "Teenage Love", "Children's Story" i "Hey Young World". Godine 1991. objavio je drugi studijski album The Ruler's Back. Album je također imao tri singla "I Shouldn't Have Done It", "Mistakes of a Woman in Love with Other Men" i "It's a Boy". Tri godine kasnije objavio je i treći album Behind Bars, koji je imao dva singla "Behind Bars" i "Sittin' in My Car". Posljednji album The Art of Storytelling objavio je 1999. godine zajedno sa singlom "Street Talkin'".
Slick Rick je poznat po narativnom repanju, te je prozvan najboljim hip-hop pripovjedačem. Do slave je došao tijekom zlatnog doba hip-hopa. Njegova glazba je interpolirana i obrađivana od drugih izvođača kao što su TLC, Black Star, The Notorious B.I.G. i Snoop Dogg. Web stranica About.com postavila ga je na 12. mjesto liste "Top 50 MC's of Our Time". Časopis The Source ga je postavio na 15. mjesto liste "Top 50 Lyricists of All Time".

## Biografija

### Djetinjstvo i mladost (1965. – 1983.)
Slick Rick je rođen kao Ricky Martin Lloyd Walters, 14. siječnja 1965. godine u Londonu, Engleskoj, Ujedinjenom Kraljevstvu. Odrastao je u jugozapadnom dijelu Londona, Mitcham. Dok je još bio dijete oslijepio je desno oko na slomljenom staklu, te od tada nosi povez. Godine 1977. zajedno sa svojom obitelji preselio se u Sjedinjene Američke Države, točnije u Bronx, New York City, New York. U Bronxu, u školi La Guardia High School of Music & Art je upoznao Danu Danea s kojim je kasnije osnovao duo Kangol Crew. Duo je kasnije imao nastupe po cijelom gradu.

### Počeci karijere i debitantski album (1984. – 1989.)
Godine 1984., Slick Rick je upoznao Doug E. Fresha te je krenuo u nastupe s njegovom grupom Get Fresh Crew (ostali članovi su Chill Will i Barry Bee). Slick Rick je krenuo s njima na turneju sa pseudonimom MC Ricky D. U ljeto 1985. objavili su dva singla "The Show" i "La Di Da Di". Obe pjesme su postale popularne. Dvije godine kasnije Slick Rick je pozvan na sastanak s Russellom Simmonsom i Lyorom Cohenom, te je tada potpisao ugovor s diskografskom kućom Def Jam Recordings. Godine 1988. objavio je debitantski studijski album The Great Adventures of Slick Rick. Album je postigao veliki uspjeh, te je zaradio platinastu certifikaciju u Sjedinjenim Američkim Državama. Album je također proizveo i tri singla "Teenage Love", "Children's Story" i "Hey Young World".

## Diskografija
- The Great Adventures of Slick Rick (1988.)
- The Ruler's Back (1991.)
- Behind Bars (1994.)
- The Art of Storytelling (1999.)

## Vanjske poveznice
- Službena stranica
- Slick Rick na Allmusicu
- Slick Rick na Discogsu
- Slick Rick na Billboardu
- Slick Rick  Arhivirana inačica izvorne stranice od 8. travnja 2013. (Wayback Machine) na MTV
- Slick Rick na Internet Movie Databaseu